# Торгау
Торгау (њем. Torgau) град је у њемачкој савезној држави Саксонија. Једно је од 36 општинских средишта округа Сјеверна Саксонија. Посједује регионалну шифру (AGS) 14730310.

## Географски и демографски подаци
Град се налази на надморској висини од 78 метара. Површина општине износи 90,3 km². У самом граду је, према процјени из 2010. године, живјело 20.015 становника. Просјечна густина становништва износи 222 становника/km².

## Међународна сарадња
| Мјесто | Држава | Врста сарадње | Од    |
| ------ | ------ | ------------- | ----- |
|        | Пољска | партнерство   | 2008. |
| Знојмо | Чешка  | партнерство   | 2008. |
|        | Финска | контакт       | 1998. |
| Извор  |        |               |       |